# Berkes Zsuzsa
Berkes Zsuzsa (Budapest, 1949. április 14. –) magyar televíziós bemondó, műsorvezető, szerkesztő, tanár.

## Életrajza
Nevelőapja Kállai Gyula prominens kommunista politikus volt. Diplomatának készült. Fél évet végzett a Marx Károly Közgazdaságtudományi Egyetemen, de abbahagyta tanulmányait. Rövid ideig a Rotschild Klára vezette Clara Szalonban  volt eladó, majd felvették az ELTE Bölcsészettudományi karának francia szakára, ahol 1974-ben francia tanárként diplomázott. Elvégezte a MÚOSZ újságíró iskoláját is belpolitikai szakon, itt 1975-ben kapott diplomát és elvégezte a tévé bemondói tanfolyamát. 

„1968-ban jelentkeztem bemondónőnek, 1969-ben konferáltam először – az Iskolatévé óráit, a délelőtti műsorokat, 1972-től már az esti műsort is. Felvettek, ez kimondhatatlan örömöt jelentett számomra. Előzőleg fél évig jártam a legeredményesebb magyar beszédtechnika-tanárhoz, Fischer Sándorhoz.”

 1969-től külsősként alkalmazták, 1974 májusában státuszt kapott, így hivatalosan is a Magyar Televízió munkatársa lett. Volt bemondó, majd a bemondók csoportvezetője lett, utána pedig szerkesztő-műsorvezetőként dolgozott. 1975 májusában Szinetár Miklóssal a Televízió akkori művészeti vezetőjével egy hetet töltött Montréalban, a kanadai tévé vendégeként, ahol francia nyelvtudását is hasznosította. Műsorvezetője volt többek között a Nem csak nőknek! című műsornak, a Múzsa című kulturális híradónak, valamint a TV Híradónak is. Részt vett az Ablak című első, élő, közéleti magazinműsorban is. Szabadúszóként saját iskolájában tanít viselkedést, stílust és beszédtechnikát.

## Magánélete
1974-ben ment férjhez. Két gyermek: Gabriella (1977–) és András (1979–) édesanyja.

## Szerkesztő-műsorvezetői munkái
- Nemcsak nőknek (a Juli-suli elődje)
- Tipplista (a kulturális híradók elődje)
- Múzsa – kulturális híradó
- Anno – (beszélgetés nagy színészekkel)
- Galéria – kulturális magazin
- Közeli – Kultur percek (kulturális híradó)
- Nézzük együtt – Berkes Zsuzsával[8]

## Díjai, kitüntetései

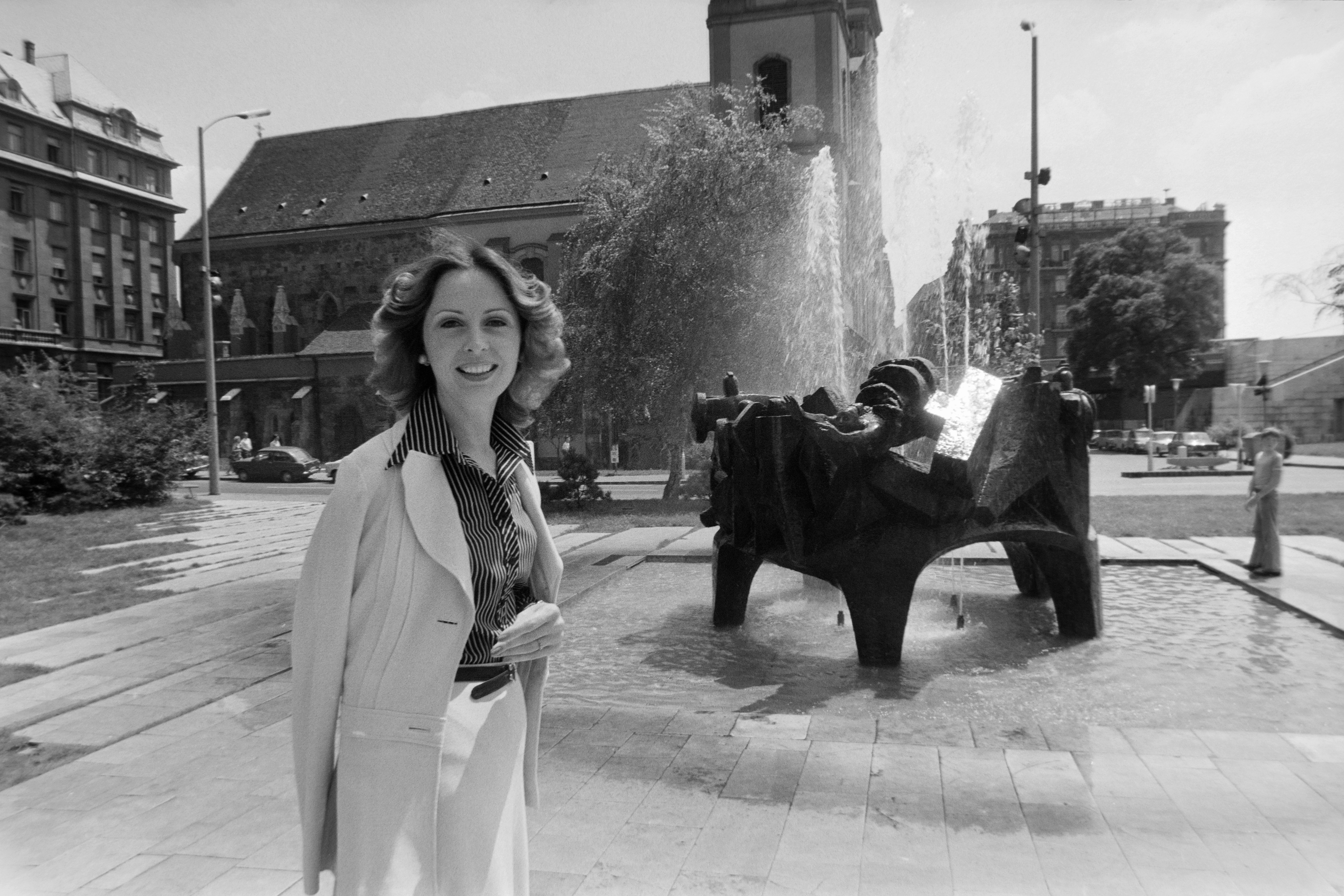
Berkes Zsuzsa 1980-ban Budapesten, a Március 15. téren, Tar István szobrászművész alkotása Barbárok harca a rómaiakkal (1971) szoborcsoport mellett, háttérben a Belvárosi templom

- Elnöki Nívódíj